# Schönfeld (Mecklenburg-Elő-Pomeránia)
Schönfeld település Németországban, Mecklenburg-Elő-Pomeránia tartományban. Lakosainak száma 370 fő (2023. december 31.). Schönfeld Demmin és Borrentin községekkel határos.

## Népesség
A település népességének változása:
| Lakosok száma | 366  | 357  | 358  | 374  | 370  |
|               | 2017 | 2019 | 2021 | 2022 | 2023 |